# Ascendonanus nestleri
Ascendonanus (il cui nome significa "nano arboricolo") è un genere estinto di sinapside "pelicosauro" varanopide vissuto nel Permiano inferiore, circa 290 milioni di anni fa (Artinskiano), in Germania. Il genere contiene una singola specie, A. nestleri. Questo animale rappresenta il antico vertebrato specializzato ad uno stile di vita arboricolo conosciuto, ed era simile ad una piccola lucertola, sebbene fosse maggiormente imparentato con i mammiferi. I fossili di Ascendonanus sono di particolare importanza scientifica poiché includono resti di pelle, squame, tubercoli e contorni corporei, indicando che alcuni dei più antichi parenti dei mammiferi avevano un "aspetto da rettile": l'animale era lungo circa 40 centimetri, con artigli fortemente ricurvi, arti corti, un tronco allungato e snello e una lunga coda, e molto probabilmente si nutriva di insetti e altri piccoli artropodi.
Ascendonanus venne denominato e descritto nel 2018, sulla base di cinque esemplari fossili rinvenuti nella foresta di Chemnitz, una foresta fossile tropicale risalente al Permiano, conservata nei pressi della città di Chemnitz, in Germania. Un'eruzione piroclastica, simile a quella accaduta a Pompei, avvenuta 291 milioni di anni fa, sommerse la foresta e creò la Zeisigwald Tuff Horizon nella Formazione Leukersdorf superiore (Sakmariano superiore/Artinskiano inferiore), conservando anche alcuni degli animali che vivevano lì in un dettaglio eccezionale nello strato inferiore di cenere vulcanica.
Il nome della specie tipo, Ascendonanus nestleri, rende omaggio a Knut Nestler, un sostenitore locale di lunga data (deceduto) del Museo di storia naturale di Chemnitz (Museum für Naturkunde Chemnitz (MNC)), dove sono conservati gli esemplari i cinque esemplari di Ascendonanus.

## Descrizione
Ascendonanus era lungo circa 40 centimetri, anche se la fine della coda è mancante in tutti i campioni, pertanto l'effettiva lunghezza dell'animale in vita è sconosciuta. Ascendonanus rappresenta il più piccolo membro conosciuto del clade Varanopidae, un gruppo di sinapsidi primitivi che assomigliavano ai varani moderni sebbene non fossero imparentati con quest'ultimi. Le caratteristiche che identificano Ascendonanus come un sinapide di grado "pelycosauro" e un membro dei Varanopidi includono una singola apertura temporale laterale (fenestra) nel cranio, una cresta sul lato inferiore del centro vertebrale e le lame allargate sull'ileo del bacino.

### Esemplari
I cinque esemplari fossili di Ascendonanus sono fortemente schiacciati, ed è stato possibile ricavare un controlastra che ha rivelato scheletri articolati parziali o quasi completi con resti di tessuti molli e alcune caratteristiche interne. Il materiale osseo stesso, tuttavia, spesso non era chiaramente conservato, rendendo l'interpretazione di alcuni dettagli più difficile. Gli esemplari sono stati sottoposti a scansione TC per rivelare ulteriori informazioni. Sulla base dell'ossificazione di diverse ossa, tutti gli individui sembrano essere completamente cresciuti nonostante alcune differenze di dimensioni.
Il campione designato MNC-TA0924 è stato reso l'olotipo diagnostico di Ascendonanus nestleri poiché fornisce i dettagli più chiari del cranio. Il campione più notevole (MNC-TA1045) conserva il contorno del corpo di quasi l'intero animale, mostrando lo spessore in vita degli arti e del collo e la nonché la copertura di squame presenti sul corpo.

### Cranio
A causa dello schiacciamento dovuto ai processi di fossilizzazione, non è noto se il cranio dell'animale fosse relativamente piatto o se avesse un profilo più alto. La punta del muso non è ben conservata in nessun esemplare. Le orbite sono molto grandi ma gli anelli sclerotici che sostenevano il bulbo oculare non sono ossificati. Alcuni esemplari conservano dozzine di piccole ossa o ossicini dermici rotondi che sono stati incorporati nella pelle della palpebra superiore. Tali ossicini palpebrali non sono attualmente noti in altri amnioti, ma sono stati ritrovati in alcuni anfibi temnospondili dissorofidi, un gruppo non-amniotico di tetrapodi che non è strettamente correlato ai sinapsi. Gli ossicini delle palpebre in Ascendonanus potrebbero essersi evoluti in modo indipendente o potrebbero essere una caratteristica arcaica mantenuta dai primi tetrapodi. (Tali ossicini delle palpebre sono distinti dalle ossa dermiche simili a bastoncelli, chiamate ossa palpebrali, che si sono evolute sopra la cavità oculare in gruppi non-sinapsidi successivi, compresi alcuni dinosauri ornitischi.)
I denti sono appuntiti e sottili, senza sezioni trasversali appiattite o dentellature, e sono moderatamente ricurvi nella mascella e più dritti nella mandibola.

### Scheletro
Ascendonanus differisce notevolmente da altri varanopidi nella sua sezione del tronco allungata, con 34-37 vertebre presacrali rispetto alle 26 nella maggior parte dei sinapsi. L'animale presenta una fitta serie di costole ventrali sottili o gastralia lungo la parte inferiore. L'intera lunghezza della sua coda non è nota in base ai fossili attuali, ma la coda di Ascendonanus doveva essere molto più lunga rispetto a quella di altri varanopidi descritti e avrebbe aiutato l'animale a mantenere l'equilibrio durante l'arrampicata, in modo simile ad alcune lucertole arboricole viventi. È possibile che l'ultima parte della coda fosse prensile, ma ciò non ci è dato sapere a causa della mancanza dell'ultima parte di coda in tutti e cinque gli esemplari, pertanto ciò rimane solo una speculazione.

### Arti
Gli arti anteriori sono lunghi quasi quanto gli arti posteriori, ma entrambi gli arti sono molto corti rispetto alla lunghezza del tronco. I piedi sono molto ingranditi, con dita allungate e sottili. Distintivi rispetto a quelli degli altri varanopidi, gli artigli di Ascendonanus sono molto più ricurvi. Gli artigli ricurvi e le dimensioni e la forma dei piedi, tra cui un quarto dito più lungo sulla "mano" e sul piede, indicano che Ascendonanus fosse un'arboricolo che preferiva rimanere aggrappato ai rami, anziché scalarli con forza.

### Pelle e squame
Una descrizione completa del tegumento conservato di Ascendonanus non è stata ancora pubblicata. Tuttavia, le informazioni attuali indicano che gli esemplari mostrano uno schema regolare sul loro corpo, simile agli squamati e agli archosauri viventi, suggerendo che la pelle secca e squamosa fosse presente nei primi amnioti prima della scissione in sinapidi e sauropidi (rettili) durante il periodo Carbonifero. (Alcuni gruppi di sinapidi in seguito svilupparono una pelle nuda e ghiandolare, con eventuali peli e vibrisse che divennero caratteristiche dei mammiferi.) A differenza di alcuni varanopidi, come Archaeovenator e Microvaranops, Ascendonanus non presentava osteodermi dorsali nella parte superiore del tronco e lungo la schiena. Tuttavia, la parte centrale della coda presentava una copertura di piccole squame che continua fino alla parte mancante finale della coda. I contorni del corpo conservati mostrano che Ascendonanus possedeva un collo massiccio e cosce muscolose (sebbene l'osso femorale sia relativamente sottile), mentre il tronco e gli arti anteriori sono relativamente sottili.

## Classificazione
Ascendonanus nestleri venne descritto per la prima volta nel 2018, sulla base di resti fossili ritrovati nella foresta di Chemnitz, in Germania centro-orientale. Ascendonanus, benché provvisto di alcune caratteristiche del tutto peculiari, è stato riconosciuto appartenere alla famiglia Varanopidae, grazie alla presenza delle caratteristiche finestre postorbitali, di centri vertebrali dotati di una carena ventrale e di una cresta iliaca ingrandita. In particolare, sembra che Ascendonanus fosse un membro basale dei varanopidi, addirittura più arcaico rispetto all'antico Archaeovenator; è probabile che il suo più stretto parente fosse l'altrettanto piccolo Apsisaurus.

## Paleobiologia
Il corpo molto allungato, le mani e i piedi ingranditi e gli artigli fortemente incurvati, insieme a osservazioni tafonomiche, implicano uno stile di vita arboricolo per Ascendonanus. Questo piccolo animale probabilmente viveva in un ambiente di densa foresta, dove cacciava piccoli animali come insetti e altri artropodi. La scoperta di Ascendonanus ha permesso di comprendere ulteriormente stile di vita, quello arboricolo, dei sinapsidi basali.

## Paleoecologia

### Evento di eruzione
Durante la fase iniziale dell'eruzione vulcanica, l'aumento del magma riolitico entrò in contatto con le acque sotterranee, facendo esplodere la roccia fusa in minuscoli frammenti mescolati con vapore, provocando cascate di particelle di cenere vulcaniche bagnate, relativamente fresche e fini. Un primo strato di cenere copriva il terreno e faceva cadere le foglie dagli alberi, ma lasciava i tronchi intatti.
Tutti gli esemplari di Acendonanus sono stati ritrovati vicino alla base di alberi fossili dai quali gli animali erano evidentemente caduti a terra alla prima caduta di cenere, o dopo esservi allontanati dall'esplosione vulcanica o, più probabilmente, dopo essere morti asfissiati per aver respirato particelle di cenere e/o gas tossici, o eventualmente dalle temperature letali. Una seconda caduta di cenere bagnata ha rapidamente sepolto gli individui di Ascendonanus e gli altri animali che si trovavano nei dintorni e sul suolo della foresta, fino a circa 53 centimetri di profondità, impedendo la decomposizione e la conservazione dei corpi in gran parte intatti (ma compattati nel tempo), con impressioni dettagliate e tracce di tessuti molli. Il materiale vegetale fossile nello strato di cenere umida non mostra alcuna traccia di carbonizzazione, il che indica che la temperatura della caduta della cenere era inferiore ai 280 °C.
Successivamente, fasi più violente dell'eruzione hanno ricoperto lo strato di cenere umida in depositi molto più profondi di materiale piroclastico caldo meno fine che costituiscono la maggior parte del Zeisigwald Tuff Horizon (profondità totale fino a 4 metri). I tronchi superiori e i rami degli alberi verticali incastonati vennero spezzati da circa 1-3 metri di terra.

### Scavi di Hilbersdorf
Tutti gli attuali esemplari fossili di Ascendonanus sono stati scoperti durante uno scavo di prova del Museo di storia naturale di Chemnitz nel quartiere Hilbersdorf di Chemnitz, tra aprile 2008 e ottobre 2011. Il sito era limitato a una fossa di 24 metri per 18 metri, giù a una profondità di almeno 5 metri, ed è stato il primo scavo scientifico sistematico della foresta fossile di Chemnitz mai condotto in città. (il museo iniziò un secondo scavo, più esteso, nel distretto di Sonnenberg, nel 2014.) Oltre a trovare fossili di alberi e piante nel sito di Hilbersdorf, il team ha recuperato resti di vertebrati (sinapsidi, temnospondili, aistopodi) e artropodi (scorpioni, Arthropleura, ragni), alcuni successivamente identificati come nuove specie per la scienza.